# Malinowo (powiat elbląski)
Malinowo – osada w Polsce położona w województwie warmińsko-mazurskim, w powiecie elbląskim, w gminie Pasłęk; osada wchodzi w skład sołectwa Leżnice.
W latach 1975–1998 miejscowość administracyjnie należała do województwa elbląskiego.
W miejscowości brak zabudowy.
Inne miejscowości o nazwie Malinowo: Malinowo